# 佐坊八反の滝
佐坊八反の滝（さぼうはったんのたき）は、氷ノ山山系にある矢田川水系の滝。

## 概要
氷ノ山山系の青ケ丸山の東面の中腹に位置する。矢田川水系には二つの八反滝があり、新屋にあるのが新屋八反滝、佐坊にあるのが佐坊八反の滝と呼び分けられている。ゴルジュ内にある三つの滝とその上流にある50mの大滝から構成される。

## 登山史
2021年10月3日　三人の登山家が初登攀に成功した。

## アクセス
廃村となった青野地区へ続く林道を車で10分ほどで見通せる空き地がある。切り立った岩壁に進路を阻まれ、渓谷沿いに登ってたどり着くのは困難。